# 坂道系列
坂道系列（日语：／ sakamichi sirīzu */?；中文又譯坂道家族）是指日本作詞家秋元康擔任總製作人的乃木坂46、櫻坂46、日向坂46、吉本坂46等4個偶像團體及各項相關企劃之總稱。部份日本傳媒亦稱其為「坂道集團」（坂道グループ）、「46集團」（46グループ）等，但作為版權及營運方的日本索尼音樂集團，在其官方網站以「坂道系列」統稱之。

## 特徵

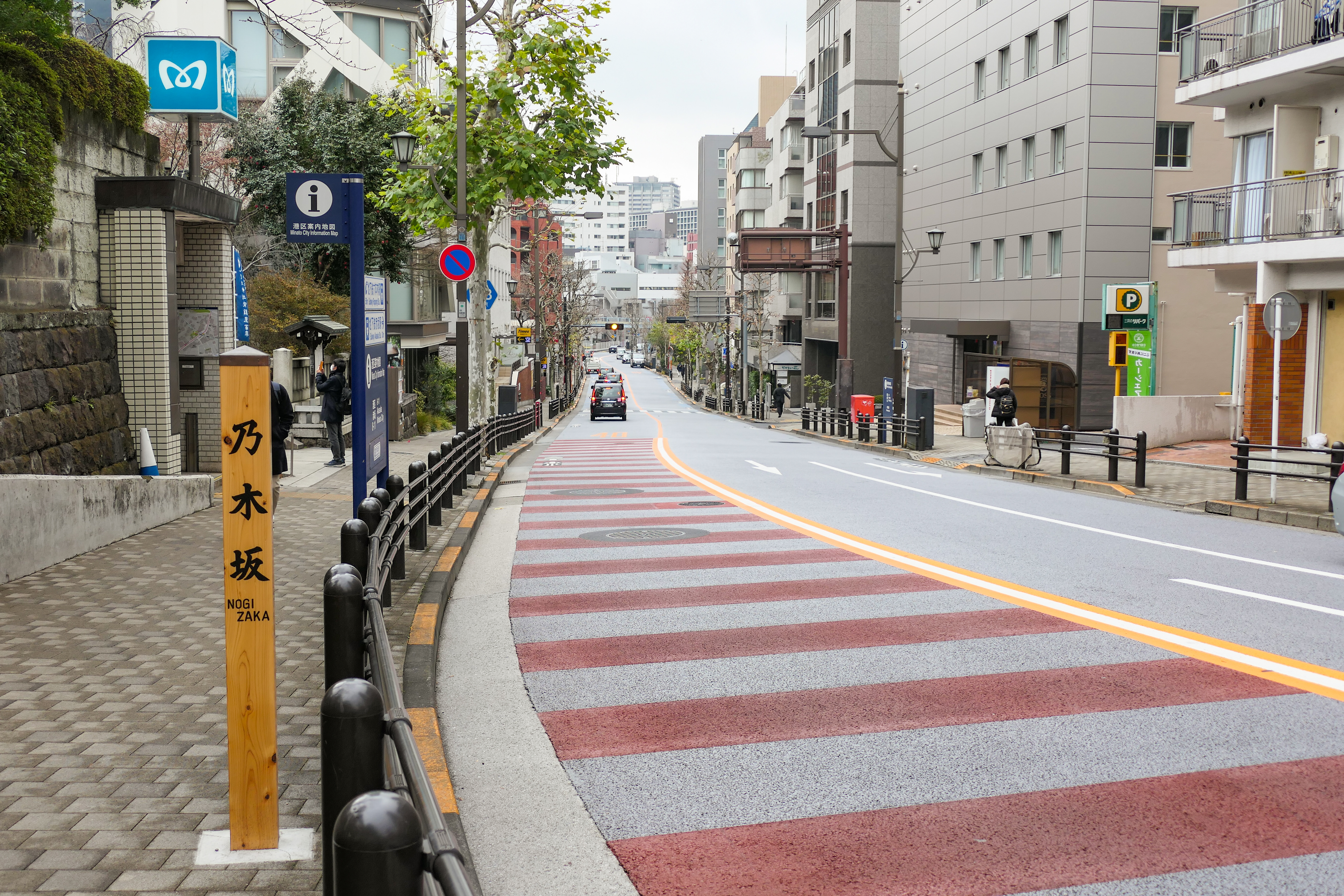
東京都赤坂區的乃木坂，即是乃木坂46組合團名由來。

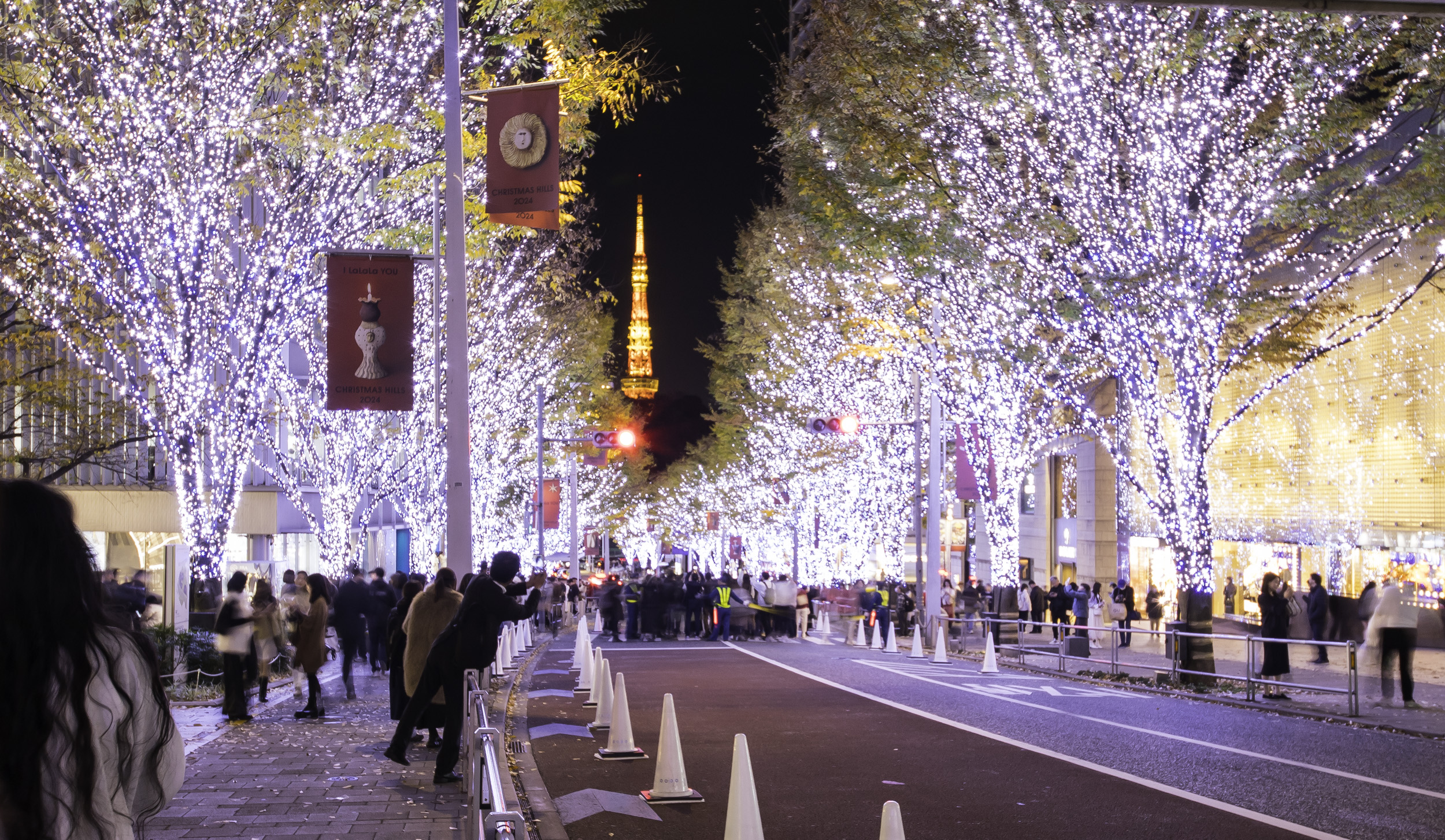
櫻坂46的舊團名是取自與東京都港區的六本木新城「けやき坂」，而改名後則是取自相鄰的「さくら坂」（六本木櫻坂）。

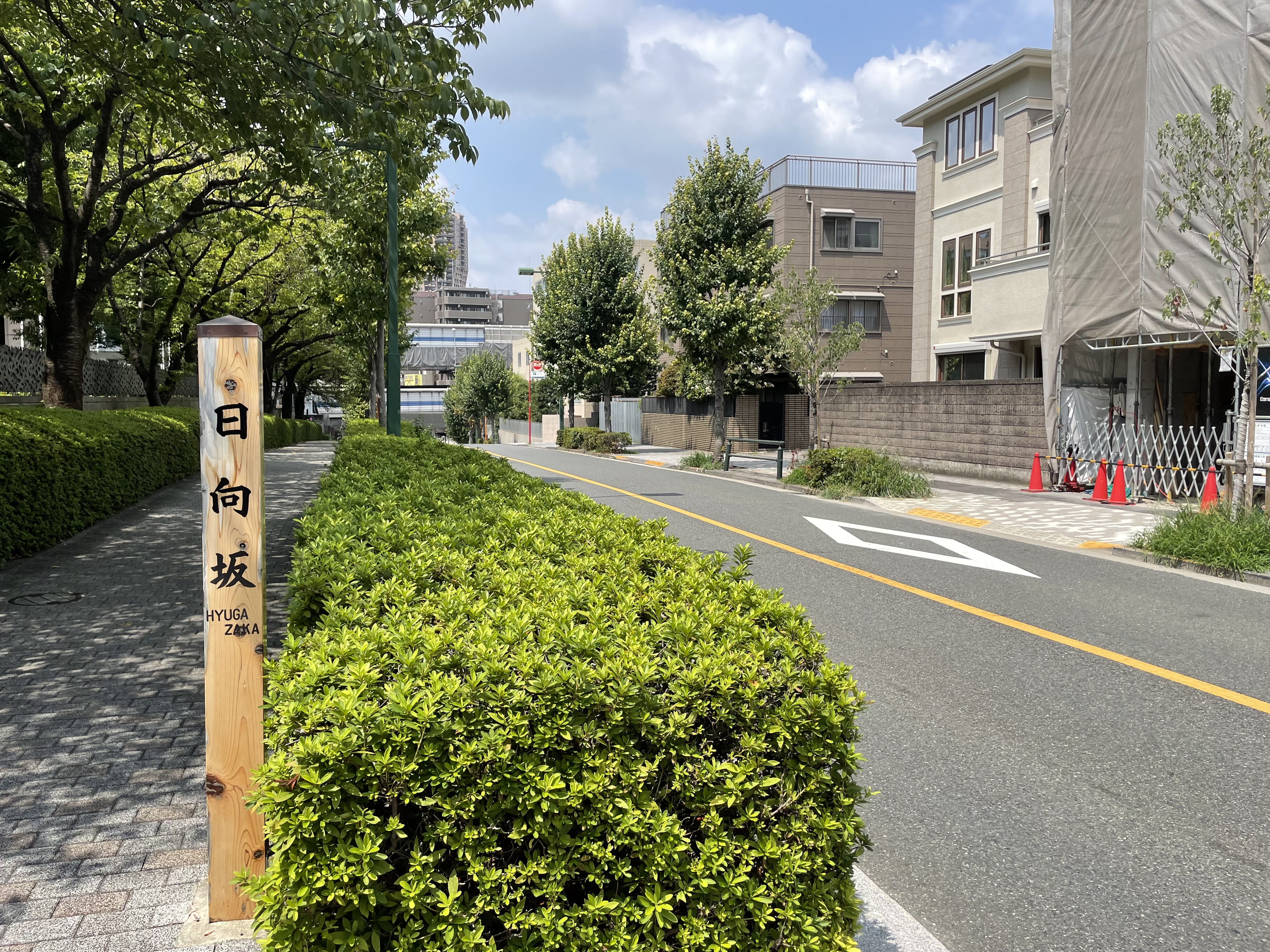
位於東京都港區的「日向坂」，即為日向坂46團名的取樣來源

坂道系列各團名稱均有的「坂」字意指「坂道」，漢語譯為坡道，源自該企劃的第一個團體——乃木坂46，其團名取樣自位於東京赤坂的乃木坂；之後成立的櫸坂46、日向坂46、以及從櫸坂46改名而來的櫻坂46，均運用此模式在東京都的坂道中取樣，以「〇〇坂46」的格式為團體取名。至於團名以「46」結尾，是因為乃木坂46最初被定位為AKB48的「官方對手」，而根據秋元康的說法，「46」象徵「就算人數比AKB48少，也具有不遜於AKB48的幹勁」。乃木、櫻、日向等坂道系列3團均為女子團體；吉本坂46則因成員採用男女混合的特殊編成，有時會被排除在坂道系列的行列之外。與AKB48集團相似，雖然各團名稱均帶有數字「46」，但大多數時間的成員人數不會正好達到46人。

## 概要
2011年，乃木坂46作為AKB48的「官方對手」成立，並同樣由秋元康擔任總製作人。乃木坂46在出道初期，便在作品風格上與AKB48及其姊妹團體（AKB48集團）保持明顯區隔，兩方維持既競爭又合作的關係。至2015年，櫸坂46（櫻坂46前身）以「乃木坂46新企劃」的名義成立，並定位為「坂道系列第2彈」，這是「坂道系列」的名稱首次公開使用；櫸坂46成立後，乃木坂46逐漸減少與AKB48及其姊妹團體的合作企劃，亦隨著自行確立團體路線而淡化「AKB48官方對手」的身份。2018年，由吉本興業旗下藝人徵選組成的吉本坂46成立，被稱為「坂道系列第3彈」。而作為櫸坂46內部組合在2016年成立的「平假名櫸坂46」（けやき坂46；通稱「平假名櫸」），於2019年更名為日向坂46，並作為「坂道系列第4彈」獨立發展，發行首張單曲正式出道。2020年，處於發展困難期的櫸坂46更名為櫻坂46。
坂道系列是秋元康製作的AKB48在2010年前後走紅後，日本索尼音樂順應這波女子偶像浪潮的興起，以成立乃木坂46為起點，與秋元康合作開展偶像企劃的成果。除吉本坂46由吉本興業經營外，坂道系列其他3團的營運單位均為日本索尼音樂集團與其他涉足音樂產業的日本企業成立的合資公司，其中乃木坂46為乃木坂46合同會社，櫻坂46與日向坂46則為Seed & Flower合同會社。

### 特色與AKB48的差異

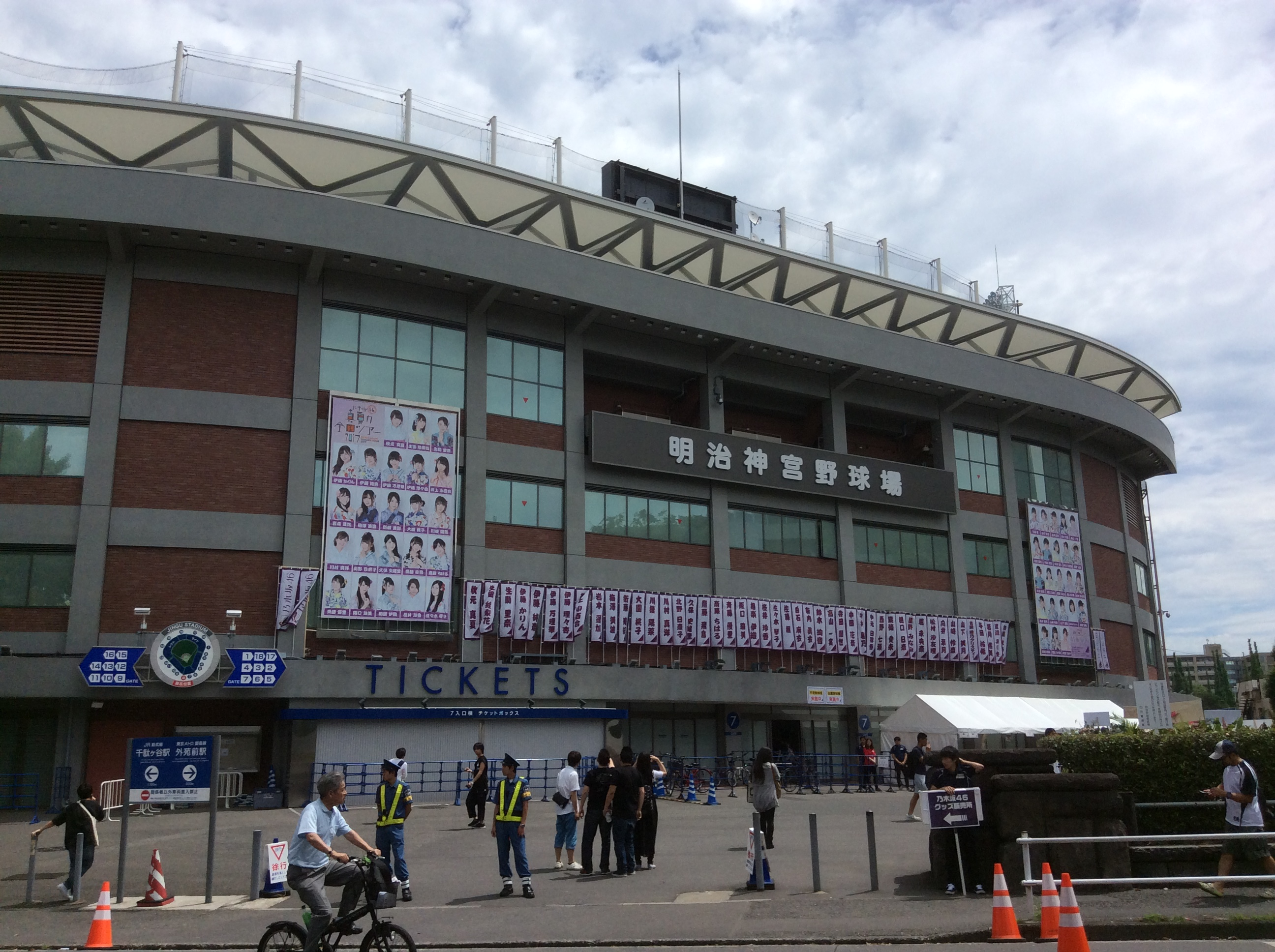
自2014年起做為乃木坂46每年「盛夏的全國巡演」東京場場地的明治神宮棒球場。

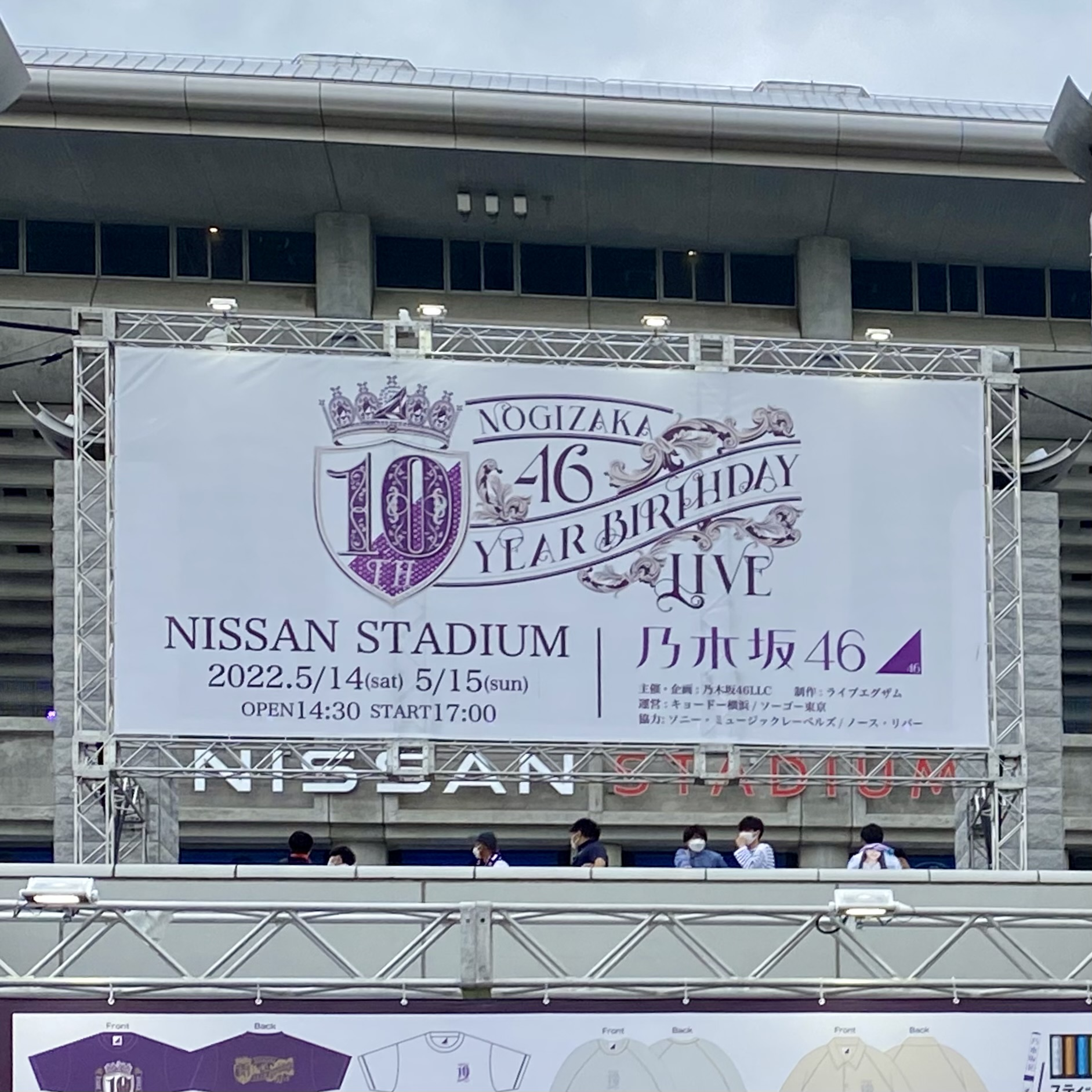
2022年，乃木坂46在日產體育館舉辦「10th YEAR BIRTHDAY LIVE」十週年演唱會，是在疫情趨緩後首個線下週年演唱會，也是至今為止規模最大的演唱會。

作為AKB48的官方對手，乃木坂46在成立時便致力於與AKB48及其姊妹團體（AKB48集團）進行差異化，並且發展出自己的特色。同樣地，櫻坂46及其前身「櫸坂46」的作品亦講求獨特藝術性，特別在櫸坂46時期，曲風、編舞等與風格均與AKB48迥異，甚至與同屬坂道系列的乃木坂46的作品亦有很大差異。娛樂記者及編輯大貫真之介曾於2013年評論，AKB48集團的表演風格給予公立女子高中充滿活力的鮮明印象，乃木坂46的風格則是私立女子高中般充滿遐想的世界觀。搖滾樂團極品下流少女主唱川谷繪音則在櫸坂46當紅之時，評論其表演風格寫實地詮釋了「反抗叛逆」，因而在當下偶像狂熱洪流中備受追捧。至於較晚出道的日向坂46及其前身「平假名櫸坂46」的整體風格，則被評為偏向於表達青春期女孩的心思。

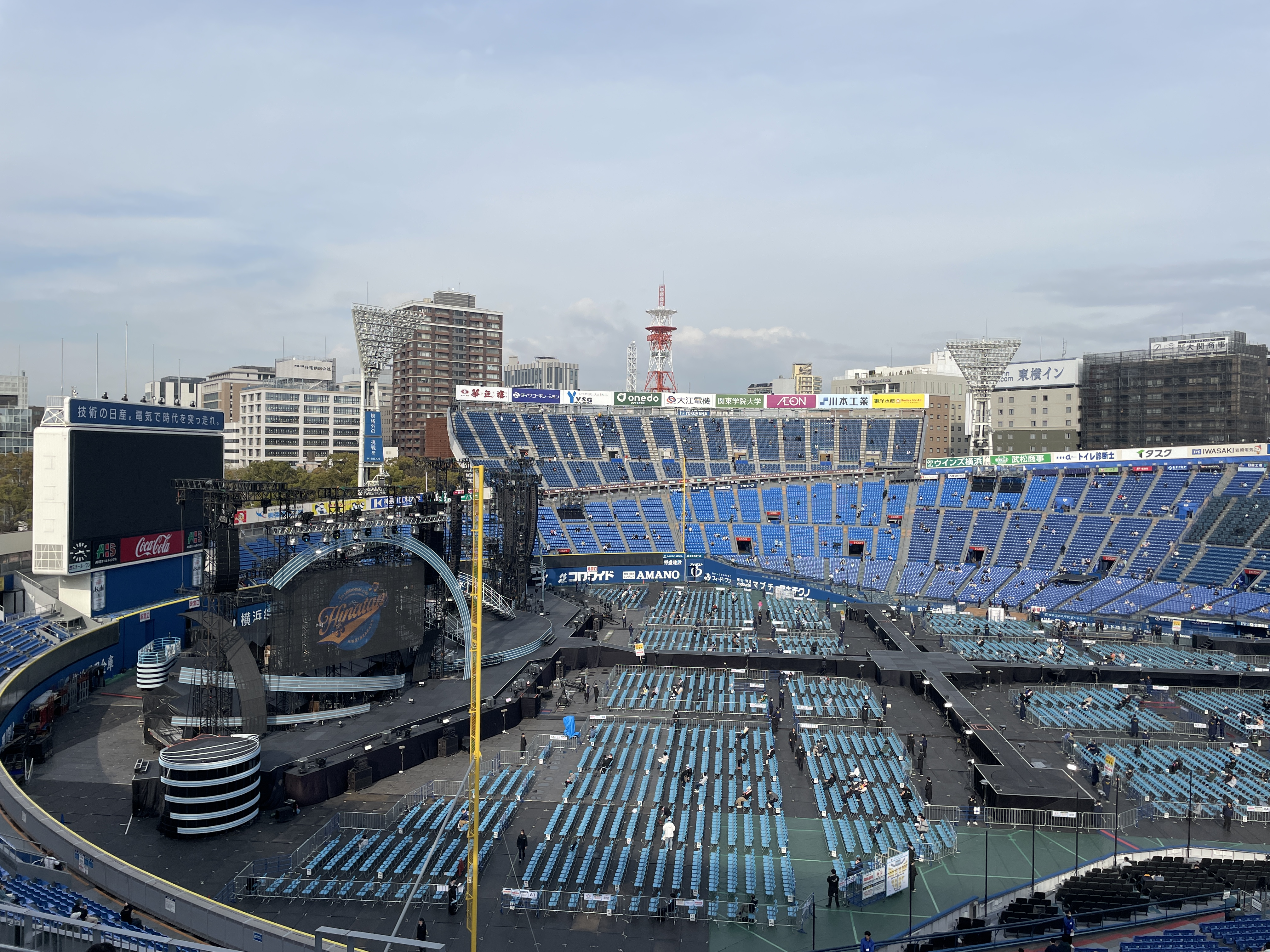
2023年起成為日向坂46出道週年公演場地的橫濱球場。

除了團體風格的差異，坂道系列相對AKB48集團的一大顯著特色，是「劇場公演」的有無。AKB48集團各團以容納人數約兩百至三百、幾乎每日舉行的劇場公演做為演藝活動的基礎，緣此AKB48集團各團體幾乎都有專用的公演劇場、以及咖啡店或周邊商品專賣店等衍生設施；相對的，坂道系列以冠名電視節目、演唱會為主要活動基地，這也成為坂道系列的一大特點。其中，演唱會是坂道系列成員與粉絲直接接觸的重要管道，多以外來語「Live」稱之（ライブ；亦可解說為「公演」），動員人數可達萬人，並各自形成週期性的公演體系，例如乃木坂46的「生日演唱會」（Birthday Live）與「盛夏的全國巡演」（真夏の全国ツアー）、櫻坂46的「週年演唱會」（Anniversary Live）與櫸坂46時期的「櫸共和國」（欅共和国）、日向坂46的「日向聖誕」、「日向誕祭」與「Happy 〇〇 Tour」全國巡演等。而新冠（COVID-19）疫情爆發期間，由於演唱會屬於群聚活動無法正常舉行，坂道系列各團體陸續導入無現場觀眾的線上公演做為替代。
雖然如此，乃木坂46成立之初，運作模式一定程度的參考AKB48，並由後進的坂道系列團體沿用，例如：大人數的成員編組，單曲演唱、個別歌曲演唱或在外登台演出的成員挑選使用「選拔」與「Center」的制度，在新發行單曲及專輯的宣傳期舉行握手會、見面會等粉絲互動活動。而日本偶像文化中常見的「成員顏色」，在坂道系列則稱為「手燈顏色」（サイリウムカラー），出自螢光棒的和製英語詞彙（cyalume，原指化學物質CPPO），通常會以兩種手燈（電子螢光棒）的顏色做組合，並在Live的表演上跟歌迷的「打call」搭配。
相對於AKB48集團各團曾長時間存在成員移籍他團、兼任他團成員、甚至移籍海外姐妹團等人事調動，坂道系列在這方面則保持了獨立性。除非是參與如「坂道AKB」等AKB48集團側的特別單元選拔，否則坂道系列各團之間並沒有選拔或兼任的情況，並且也未曾參加過像「AKB48選拔總選舉」這樣的活動，或舉行類似的活動（除了後述的生駒里奈的特殊情況）。在2014年到2015年間，乃木坂46的生駒里奈曾以「交換留學生」的名義兼任AKB48的Team B，而SKE48的松井玲奈則以同樣名義兼任乃木坂46。這些兼任的公告一開始引起了粉絲的反對，甚至有粉絲發起反對的聯署，質疑這樣的安排是否違背了兩團體作為官方對立陣營的概念。

### 單曲選拔機制
與AKB48集團類似，坂道系列3團的單曲、專輯等音樂作品的歌曲、尤其是主打歌（A面曲），廣泛採用「選拔成員」（／ senbatsu menbā）的制度，由營運單位依據各種考量，挑選一定數目的成員為主打歌的演唱者，通常為16人上下。選拔成員會有表演陣位（フォーメーション；或譯為「站位」）的安排，通常為3排，而其中在第一排中央位置的成員為「Center」（センター），通常由一人擔任，但偶而會配置為雙人Center（Wセンター）；而乃木坂46的所有單曲、以及櫻坂46第1至5張單曲，還會給予主力選拔成員（通常為第一、二排的成員）額外的稱呼，在乃木坂46稱為「福神」（／ fukujin），在櫻坂46則稱為「櫻8」（／ sakura eito）。
至於未被選為主打歌選拔者，這些相對於「選拔成員」的成員群體，被統稱為「Under成員」（アンダーメンバー），通稱「Under」，但各團實際使用的稱呼不一：在乃木坂46直接以「Under」稱呼，在櫻坂46稱為「BACKS」，在日向坂46稱為「平假名日向坂46」（ひなた坂46）。Under成員會參與各單曲的B面曲，並會有Under成員的專屬歌曲。然而，坂道系列3團的Under成員、以及平假名櫸坂46會有一些與AKB48集團的Under不同的活動，例如單獨舉辦全國巡演、在日本武道館等大型場地舉行單獨演唱會、發行獨立專輯等。
在坂道系列的「Under」群體中，平假名櫸坂46的發展歷程較為特別。其成立的緣起來自櫸坂46一期生成軍後獲以特例加入的長濱禰留，營運單位不將長濱稱為櫸坂46（欅坂46）成員、而是稱為「平假名櫸坂46」（けやき坂46）成員，而後以此為契機，為長濱另外募集新成員（即之後的日向坂46一期生）所組成的團體；但其成立之初，被外界稱呼為櫸坂46的Under組，其成員實際上也排除在櫸坂46單曲的選拔對象之外（之後兼任漢字櫸的長濱例外），僅能擁有專屬的B面曲。在經歷長濱專任漢字櫸、以及成員們的努力之下，平假名櫸坂46逐漸積累人氣，先於2018年發行獨立專輯及擁有專屬節目，之後於2019年改名為日向坂46，並從櫸坂46分離及發行出道單曲，標誌著她們的獨立發展。

### 最新期生的「合流」機制
乃木坂46從三期生起、櫻坂46從二期生（即櫸坂46二期生）起、日向坂46從四期生起，採用最新期生在入團初期不參與單曲選拔的制度；另一方面，最新期生會擁有專屬的B面曲，使她們在團內成為選拔成員、Under成員之外的第3個群體，並會安排專屬的活動（如初次見面會、舞台劇）及冠名節目，以累積經驗及人氣。此機制類似AKB48集團、以及乃木坂46二期生的「研究生」制度。最新期生依其發展狀況，由營運單位決定何時與其他既有成員「合流」，共同參與單曲的選拔。
另外，櫻坂46在櫸坂46時期、以及日向坂46，曾採用「全員選拔制」；但因實施「合流」制度，櫸坂46的所有單曲、日向坂46截至第10張為止的單曲，最新期生均不在選拔成員的挑選對象內。

### 首次的聯合甄選
AKB48集團自2013年起舉辦名為「選秀會議」的聯合甄選，坂道系列在2018年夏季也舉辦了乃木坂46、欅坂46（當時）、平假名櫸坂46（當時）聯合甄選的「坂道合同成員甄選會」。在該甄選中，共有 39 名合格者，其中21名成功分配至各團體，分別為：乃木坂46 4期生（11名）、欅坂46 2期生（9名）、平假名櫸坂46 3期生（1名）。而剩餘的合格者則未立即分配至任何團體，而是以 「坂道研修生」 的身份進行培訓與活動，直到 2020年2月15日。隨後，在 2020年2月16日的「坂道研修生 配屬發表 SHOWROOM」直播 中，這些研修生的正式分配結果公布為：乃木坂46 4期生（5名）、欅坂46 新2期生（6名）、日向坂46 新3期生（3名）。這次甄選為各團體補充了新成員，也標誌著「坂道研修生」這個身份的正式結束。

### 歌手以外的演藝工作
乃木坂46、櫻坂46、日向坂46等坂道系列3團之間有許多共演和聯繫的例子，尤其在電視節目領域。截至2025年3月底，這三個團體的冠名節目會在每週日深夜（星期一凌晨）0點15分起在東京電視台及其聯播網連續播出。此外，櫸坂46（當時）曾在2016年12月30日（29日深夜）出演《乃木坂工事中》的特別回，日向坂46則在單獨出道之前，曾以「平假名櫸坂46」的身份參與櫸坂46（當時）的冠名節目《櫸字，會寫嗎？》，之後在2018年擁有冠名節目《平假名推》，隔年團體改名獨立後更改節目名稱為《在日向坂相會吧》。2019年，NHK推出由坂道系列3團共同演出的綜藝電視特別節目《坂道TV～乃木與櫸與日向～》，該節目播出了兩次；欅坂46更名為櫻坂46後，2021年2月27日，第三季節目《坂道TV～乃木與櫻與日向～》也順利播出。TBS電視台在2021年10月開播的晨間帶狀資訊節目《THE TIME,》，拔擢坂道系列成員擔任日值常規演出者（曜日レギュラー），但名額及日值時間經過多次調整及降板（結束固定演出）。同屬TBS電視台的晨間帶狀綜藝節目《LOVE it!》也有坂道系列3團成員參與，主要擔任名為「LOVE it! Family」的季度常規出演者之一員；而成員從季度常規畢業後，亦會不定期在節目上出演。日本電視台則播出了「BINGO!」系列（仿效自《AKBINGO!》）、《乃木坂明星誕生！》系列和《日向坂音樂巡遊》等節目，這些都是坂道系列成員共同參與的例子。
除了電視，三個團體也在其他領域也有共演作品。例如，2018年秋季的舞台劇《殘美》以及2021年春季的電視劇《borderless》都是三個團體成員共同出演的作品。從2019年4月開始，《日刊體育》在每週二連載由坂道系列成員輪替登場的專欄「坂道的火曜日」，這也是坂道系列首個官方的報紙連載專欄。此外，由於各團體中有些成員擔任時尚雜誌的專屬模特兒，因此這些成員有時會在同一雜誌的專屬模特兒中互相合作，並出現在不同報刊的紙面上。在現場表演方面，櫻坂46和日向坂46分別更名為不同的團體後，首次合辦的合同演唱會是2021年7月9日至11日的「W-KEYAKI FES.2021」，並在富士急樂園的Conifer Forest（此地曾舉辦過櫸坂46和平假名櫸坂46時代的「櫸共和國」）舉行。雖然下一年也有舉行，但自2023年起，作為發展性解散而停辦。在音樂節目方面，乃木坂46的歌曲順序中，櫸坂46（當時）和日向坂46也會出現，並在2019年12月31日的《第70回NHK紅白歌合戰》中，與總合主持人內村光良一起，進行了乃木坂46的《同步巧合》表演；另外，在2021年7月3日的《THE MUSIC DAY 2021 音樂是止不住的》節目中，三個團體的中心成員經驗者12人參與了「乃木坂46・櫻坂46・日向坂46 一夜限定！夢之坂道選拔」環節，演出了三首歌曲。
與電視節目類似，坂道系列3團在廣播節目領域也有一定的交流與合作。在日本放送，有乃木坂46冠名的《乃木坂46的All Night Nippon》、櫻坂46冠名的《櫻坂46 這裡是有樂町星空放送局》，日向坂46則有成員松田好花主持的《日向坂46·松田好花的All Night Nippon》系列節目。這3個廣播節目成為坂道系列3團之間交流的媒介。在NHK廣播1台，有乃木坂46成員輪流演出的《Radirer! Sunday》、以及櫻坂46與日向坂46隔週輪替演出的《櫻日向Lotti的成長空間廣播》（後者已結束）。在文化放送，每週日18:00-19:30會連續播出坂道系列3團的冠名廣播節目，分別為《乃木坂46的「乃」》、《日向坂46的「日」》以及《櫻坂46的「櫻」》；而文化放送平日晚間的帶狀節目《RECOMMEN》曾由坂道系列的成員常規演出，首先為2017年春季改編期起在星期一、三的時段由櫸坂46（及改名後的櫻坂46）與乃木坂46的成員擔任助理主持人，之後於2019年春季改編期起加入日向坂46的成員在星期二時段擔任助理主持人，並經常有其他成員作為來賓不定期演出；然而，該節目在2023年春季改編期實施大幅度改版後，坂道系列成員全部降板。在TOKYO FM，直到2022年3月，每週五19:30開始，兩個坂道系列團體的冠名節目會連續播放；自2022年4月起，改為統一在20:00時段播出；TOKYO FM平日晚間的帶狀節目《SCHOOL OF LOCK!》，坂道系列的成員曾常規演出《GIRLS LOCKS!》單元（該單元已結束），之後有2位乃木坂46成員常規演出《ARTIST LOCKS!》單元，分別為每週四晚間11點時段登場的賀喜遙香、以及每月第一週晚間10點時段登場的井上和，兩位成員的單元均冠以「乃木坂LOCKS!」的名稱。除了上述面向日本全國播出的節目之外，J-WAVE、BAYFM等僅在地方播出的廣播電台，也有坂道系列成員冠名主持的節目。在日本各大廣播聯播網的核心局中，僅有TBS電台尚無坂道系列成員固定出演的節目。

### 知名度提升與社群媒體的開設
坂道系列與AKB48集團的另一差別，是前者的成員少有個人的官方SNS（社群網路）帳號。相對於AKB48集團的成員普遍在Twitter、Instagram等常見的SNS服務開設個人帳號，坂道系列僅讓成員們開設755帳號、以及在官方網站上開設官方部落格（吉本坂46除外）；但乃木坂46自2020年起、櫻坂46自2021年起、日向坂46自2022年起，開放個別成員開設Instagram帳號。此外，坂道系列雖與AKB48集團同樣在線上直播平台SHOWROOM為成員們開設個人帳號，實際上除了吉本坂46以外，其他3團成員個別的直播活動並不活躍。

### 經紀公司及營運單位

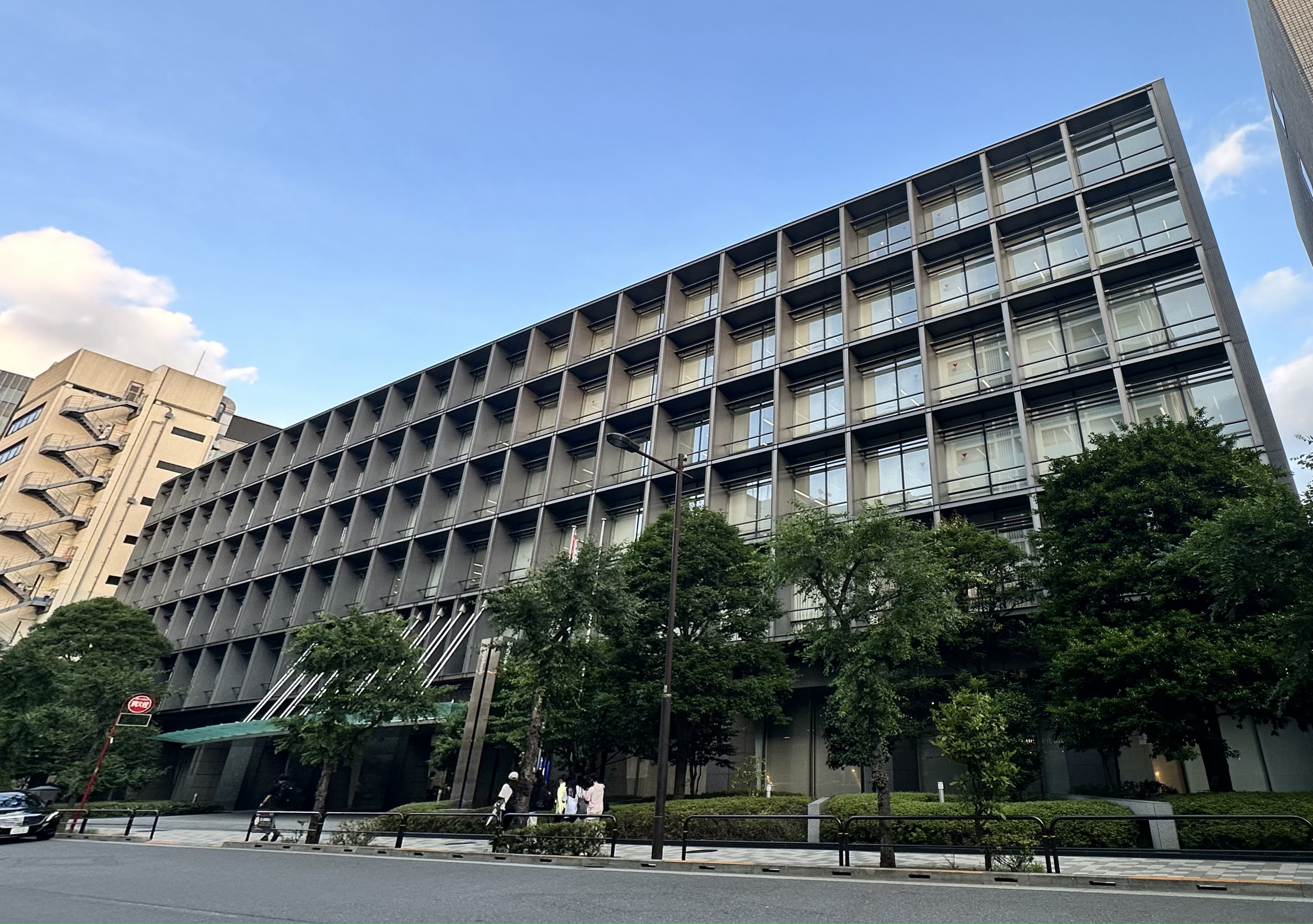
乃木坂46合同會社和Seed & Flower總公司所入駐的SME六番町大樓

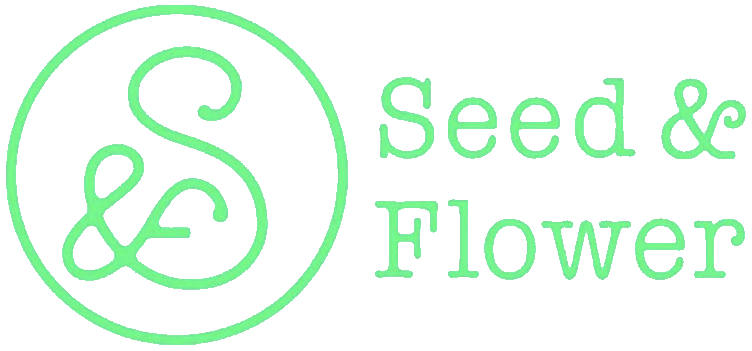
Seed & Flower的標誌Logo

坂道系列3團成員所屬的經紀公司，即是她們所屬團體的營運單位；在乃木坂46為乃木坂46合同會社，在櫻坂46與日向坂46則為Seed & Flower合同會社。這與AKB48集團會讓成員的個人經紀合約「外簽」有著很大的不同。部分成員在畢業後，會選擇與在籍期間的營運單位續簽經紀合約。
除了擔任總製作人職位的秋元康之外，（不包括吉本坂46）坂道系列另一位領頭人物是現任日本索尼音樂執行董事的今野義雄，他自乃木坂46成立以來，一直代表日本索尼音樂方面與秋元康共同綜理營運事務。在媒體中，他經常被介紹為「乃木坂46合同會社及櫸坂46與平假名櫸坂46所屬的Seed & Flower合同會社的代表」、「日向坂46的今野運營委員長」、「乃木坂46運營委員會委員長」、「索尼音樂娛樂的總經理」、「乃木坂46合同會社代表・櫸坂46營運委員會委員長」、「乃木坂46・欅坂46的營運委員長」、「櫸坂46營運委員會委員長」、「日向坂46營運委員會委員長」等多重的頭銜。他經常代表各個團體出席記者會等活動。然而，乃木坂46合同會社與Seed & Flower合同會社的法人代表權（代表成員）屬於公司法人（乃木坂46LLC的代表成員為North River與Sony Music Labels，Seed & Flower的代表成員為Y&N Brothers與Sony Music Labels）。因此，今野義雄主要是以代表Sony Music Labels執行職責的身份出現。

## 歷史

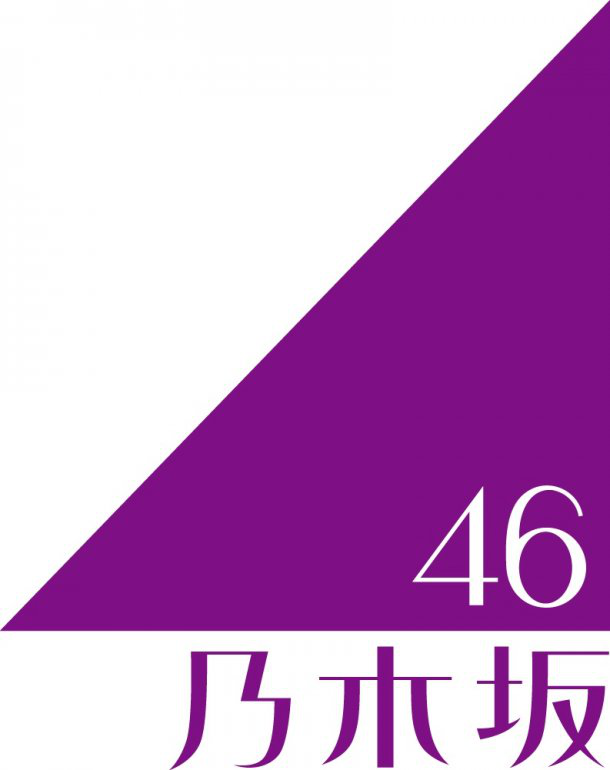
乃木坂46標誌，用象徵坡道（日语：坂）的直角三角形為基底，仰角为46度，加上團體代表色紫色而成。
櫸坂46標誌。該時期的團體代表色為綠色，底板的紫色亦較乃木坂46標誌的紫色為淡。
改團名之後的櫻坂46標誌。設計概念與乃木坂46類似，團體代表色則採用白底加粉色
平假名櫸坂46標誌，於2017年開始啓用。這個標誌與櫸坂46標誌相似，差別在於日語漢字字改為平假名但讀音相同的
日向坂46舊版標誌，與現行版本的差異在於底板的紫色較淡
現版的日向坂46標誌。設計概念與坂道系列其他團體類似，團體代表色則採用天藍色。
吉本坂46的標誌，其代表色為橘色，底下則是以櫸坂46、乃木坂46的代表色為基底。

## 團體的構成
| 團體名稱                                                           | 原文表記 | 活動開始      | 唱片出道       | 活動停止     | 成員⊕  | 成員⊕  | 备注                |
| 團體名稱                                                           | 原文表記 | 活動開始      | 唱片出道       | 活動停止     | 各人數 | 總人數 | 备注                |
| ------------------------------------------------------------------ | -------- | ------------- | -------------- | ------------ | ------ | ------ | ------------------- |
| 乃木坂46                                                           |          | 2011年8月21日 | 2012年2月22日  | —            | 39     | 163    |                     |
| 櫻坂46                                                             |          | 2015年8月21日 | 2016年4月6日   | —            | 33     | 163    | [ 注 40 ] [ 注 41 ] |
| 日向坂46                                                           |          | 2016年5月8日  | 2019年3月27日  | —            | 29     | 163    | [ 注 44 ] [ 注 45 ] |
| 吉本坂46                                                           |          | 2018年8月20日 | 2018年12月26日 | 2022年2月5日 | 62     | 163    | [ 注 47 ]           |
| ⊕：有關成員歷年來之增減，請參見各團條目。人數於2025年8月11日更新。 |          |               |                |              |        |        |                     |

## 歷任隊長與副隊長

### 乃木坂46
| 任期                         | 隊長     | 副隊長   |
| ---------------------------- | -------- | -------- |
| 2012年6月17日—2019年9月1日   | 櫻井玲香 | 無       |
| 2019年9月2日—2021年11月28日  | 秋元真夏 | 無       |
| 2021年11月29日—2023年2月22日 | 秋元真夏 | 梅澤美波 |
| 2023年2月23日—2024年12月13日 | 梅澤美波 | 空缺     |
| 2024年12月14日—              | 梅澤美波 | 菅原咲月 |

### 櫻坂46（櫸坂46）
| 任期                       | 隊長     | 副隊長   |
| 櫸坂46                     | 櫸坂46   | 櫸坂46   |
| -------------------------- | -------- | -------- |
| 2017年1月21日—2021年1月3日 | 菅井友香 | 守屋茜   |
| 櫻坂46                     |          |          |
| 2021年1月4日—2022年11月9日 | 菅井友香 | 松田里奈 |
| 2022年11月10日—            | 松田里奈 | 空缺     |

### 日向坂46（平假名櫸坂46）
| 任期                        | 隊長         | 副隊長       |
| 平假名櫸坂46                | 平假名櫸坂46 | 平假名櫸坂46 |
| --------------------------- | ------------ | ------------ |
| 2018年6月3日—2019年6月10日  | 佐佐木久美   | （無）       |
| 日向坂46                    |              |              |
| 2019年6月11日—2024年11月6日 | 佐佐木久美   | （無）       |
| 2024年11月7日—2025年4月7日  | 佐佐木久美   | 高橋未來虹   |
| 2025年4月7日-               | 高橋未來虹   | （無）       |

### 吉本坂46
| 任期     | 隊長                 | 副隊長 |
| -------- | -------------------- | ------ |
| 時間不詳 | 河本準一（次長課長） | 無     |

## 坂道合同成員甄選會
2018年6月1日起，乃木坂46、櫸坂46、平假名櫸坂46联合举行「坂道合同成員甄選會」（坂道合同新規メンバー募集オーディション），為坂道系列首次跨團體共同舉辦成員徵選活動。
- 應徵資格：2018年7月9日為止，12歲至20歲女性[113]、合格後可以尽早上京或居住，可以与Sony Records签订經紀合约[113]。报名截至2018年7月9日[113]。
- 應徵總數：129,182人[114]
- 第一次審査：书面审查[113]。
- 第二次審査 - 摄像测试：東京（2018年7月14日-15日）、札幌・仙台（7月16日）、福岡・金澤（7月21日）、鹿兒島・新潟（7月22日）、靜岡・沖繩（7月23日）、大阪（7月27日-28日）、名古屋・香川（7月29日）[113]
  - 因系统故障为自LINE報名者再次开放报名[115]
  - 再次开放时间：2018年7月23日正午 - 7月25日正午[115]。
  - 第二次審査追加日程：東京・靜岡・名古屋・仙台・金澤・沖繩（2018年8月4日）、大阪・札幌・福岡・鹿兒島・新潟・香川（2018年8月5日）[115]。
- 第三次審査：東京（2018年8月11日）[113]
- 最終審査：東京（2018年8月19日）[114]
- 最终合格者：通过第三次審査的82人通过自我介绍、歌唱审查、回答提问后，3团合計39人合格[116][注 48]。合格倍率约3400倍[114]。

合格者所加入的团体于2018年11月29日决定，作为乃木坂46的4期生有11人、櫸坂46的2期生有9人、平假名櫸坂46的3期生有1人。2018年12月，乃木坂46（3日）、櫸坂46及平假名櫸坂46（10日）分别於日本武道館举行见面会、新加入成员将分别登台亮相。

## 坂道研修生
坂道研修生（日语：／ sakamichi kenshūsei */?）是坂道聯合成員甄選會的合格者中，未被分配到坂道系列各團的成员总称。

### 年表
2018年11月，在坂道聯合甄選會中合格的39人里面，除已分配了的21人以外，餘下的未被分配加入各团的甄選合格者将以「坂道研修生」的身份继续接受训练课程。
2019年9月6日，坂道研修生的官方網站上線。在官方網站上，首次公開了15位成員的簡歷及照片，同時也意味著先前甄選合格但沒有被分配團體所屬的合格者當中有3名辭退。公开时成員們的歸屬團體尚未確定，她們在甄選合格一年後終於開始正式活動。9月13日，坂道研修生官方推特帳號正式上線。全體成員的個人影片於其后15天逐日上傳。10月30日－11月20日、坂道研修生東名阪Zepp聯合巡迴公演於大阪、東京、愛知舉行。
2020年2月16日，正式的團體分配於「坂道研修生 配屬發表 SHOWROOM」上公布。其中乃木坂46獲分配5人、櫸坂46獲分配6人、日向坂46獲分配3人。另有1名研修生因專注學業而請辭。

### 所属成员
| 姓名            | 讀音 | 配屬團體         | 出生日期       | 出身地   | 血型 | 身高  | 備註      |
| --------------- | ---- | ---------------- | -------------- | -------- | ---- | ----- | --------- |
| 黑見明香 （黒見明香）   |      | 乃木坂46         | 2004年1月19日  | 東京都   | O型  | 162cm |           |
| 佐藤璃果        |      | 乃木坂46         | 2001年8月9日   | 岩手縣   | B型  | 158cm |           |
| 林瑠奈          |      | 乃木坂46         | 2003年10月2日  | 神奈川縣 | O型  | 163cm |           |
| 松尾美佑        |      | 乃木坂46         | 2004年1月3日   | 千葉縣   | O型  | 165cm | [ 注 49 ] |
| 弓木奈          |      | 乃木坂46         | 1999年2月3日   | 京都府   | A型  | 165cm |           |
| 遠藤光莉        |      | 櫻坂46（櫸坂46） | 1999年4月17日  | 神奈川縣 | A型  | 164cm |           |
| 大園玲          |      | 櫻坂46（櫸坂46） | 2000年4月18日  | 鹿兒島縣 | A型  | 163cm |           |
| 大沼晶保        |      | 櫻坂46（櫸坂46） | 1999年10月12日 | 靜岡縣   | B型  | 162cm |           |
| 幸阪茉里乃      |      | 櫻坂46（櫸坂46） | 2002年12月19日 | 三重縣   | O型  | 154cm |           |
| 增本綺良 （増本綺良）   |      | 櫻坂46（櫸坂46） | 2002年1月12日  | 兵庫縣   | A型  | 157cm |           |
| 守屋麗奈        |      | 櫻坂46（櫸坂46） | 2000年1月2日   | 東京都   | AB型 | 154cm |           |
| 高橋未來虹 （髙橋未来虹） |      | 日向坂46         | 2003年9月27日  | 東京都   | B型  | 167cm |           |
| 森本茉莉        |      | 日向坂46         | 2004年2月23日  | 東京都   | A型  | 160cm |           |
| 山口陽世        |      | 日向坂46         | 2004年2月23日  | 鳥取縣   | O型  | 150cm |           |
| 松岡愛美        |      | 請辭             | 2002年4月2日   | 東京都   | A型  | 160cm |           |

## 新參者

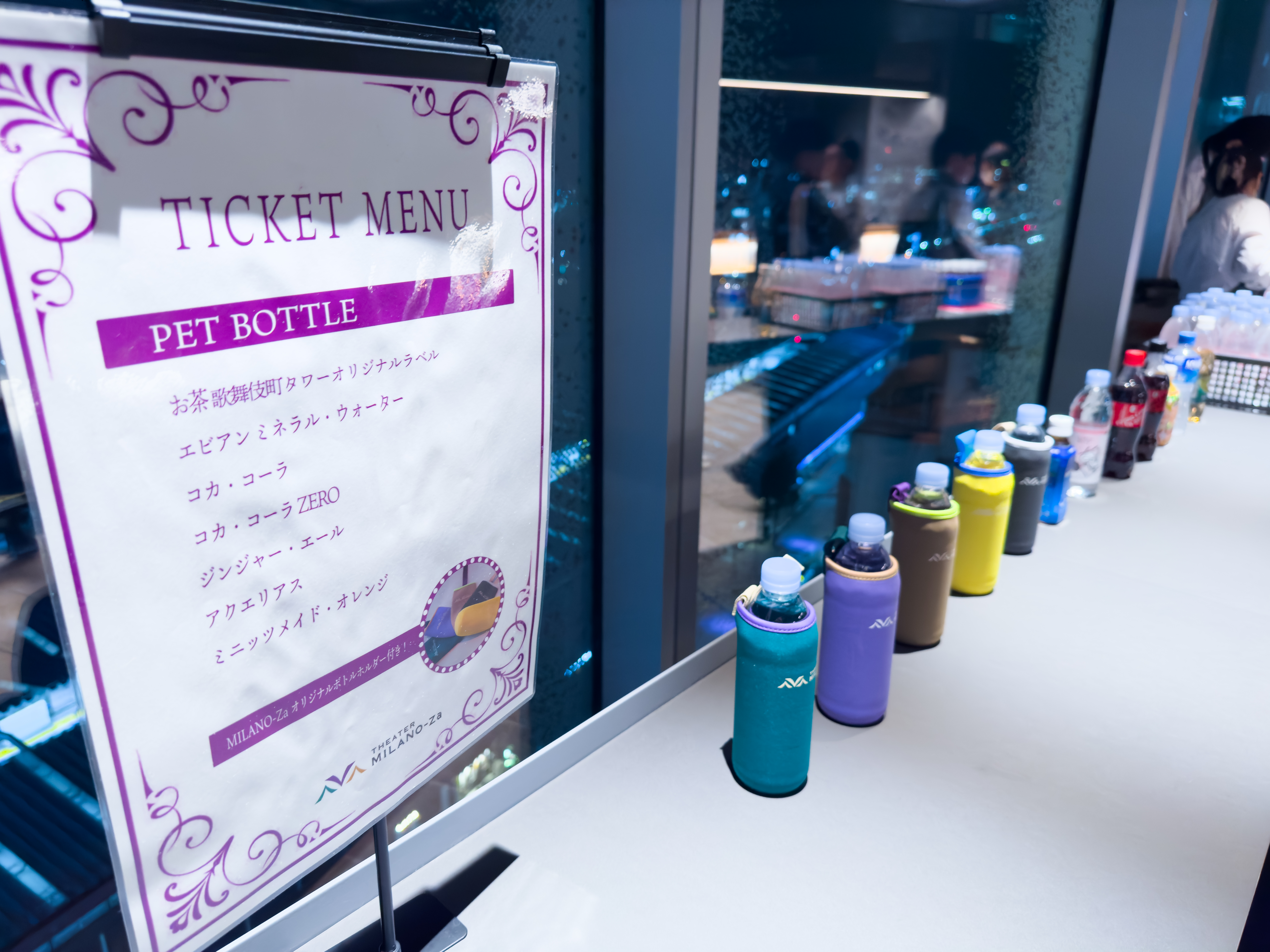
在新参者 LIVE at THEATER MILANO-Za裡，櫻坂46的餐飲店鋪的聯名菜單

新參者（日语：／ shinzanmono */?；意為新來者或新加入者）是2023年10月27日至12月3日舉辦的公演活動。為乃木坂46、日向坂46、櫻坂46共同活動。正式名稱為新參者 in TOKYU KABUKICHO TOWER。

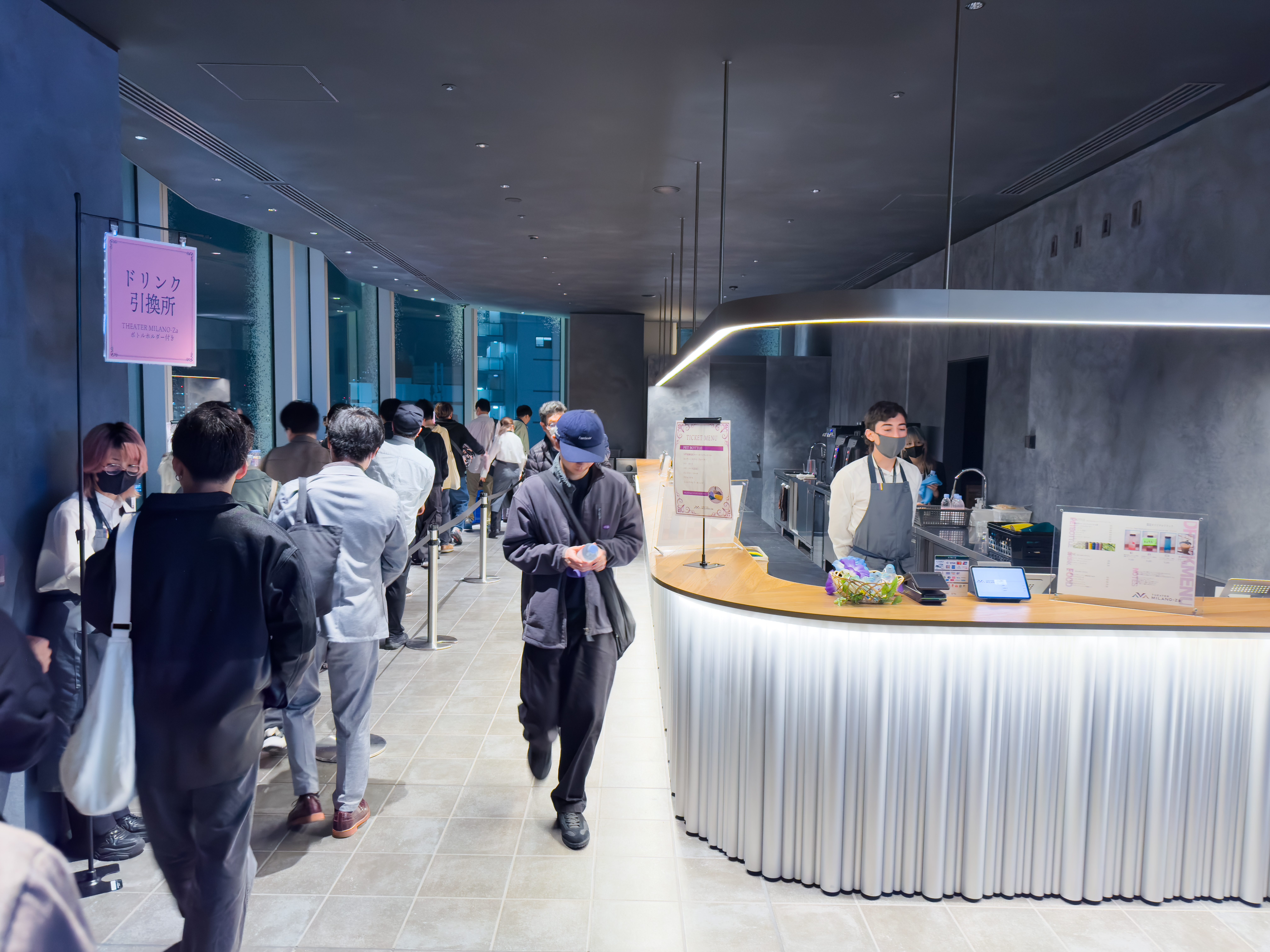
在新參者 LIVE at THEATER MILANO-Za公演當天，東急歌舞伎町塔塔內會場的情況。

活動場地選定位於在與「坂道系列」相關，由Sony Music Entertainment與其他兩家公司合資成立的TST Entertainment所經營的東京都新宿區的整座東急歌舞伎町塔舉行。宣傳標語是「歌唱、起舞。將熱愛與技藝發揮到極致。」（日语：歌い、舞う。好きと伎を極めて。）。3團最新期生分別舉行10場、合計30場的公演，並聯名推出周邊活動、商品、餐飲店鋪的聯名菜單販售。這次活動也是繼2019年的《殘美 THE ROOM 最後的選擇》（日语：ザンビ THE ROOM 最後の選択）之後，坂道系列3團相隔約四年再度共同舉辦的活動。
活動名稱「新參者」取自各坂道團體的「新成員」，即乃木坂46的5期生（2022年2月1日加入）、櫻坂46的3期生（2023年1月5日加入）、日向坂46的4期生（2022年9月21日加入），以及新宿歌舞伎町的新地標——東急歌舞伎町塔（2023年4月14日開幕），象徵著「新參者」在此舉辦演出。

### 參加成員
- 乃木坂46 5期生－五百城茉央、池田瑛紗、一之瀨美空、井上和、岡本姫奈、小川彩、奧田伊呂波、川﨑櫻、菅原咲月、冨里奈央、中西阿爾諾[138]
- 櫻坂46 3期生－石森璃花、遠藤理子、小田倉麗奈、小島凪紗、谷口愛季、中嶋優月、的野美青、向井純葉、村井優、村山美羽、山下瞳月[139]
- 日向坂46 4期生[注 50]－石塚瑶季、小西夏菜實、清水理央、正源司陽子、竹内希来里、平尾帆夏、平岡海月、藤嶌果歩、宮地堇、山下葉留花、渡辺莉奈[126]

### 新參者 LIVE at THEATER MILANO-Za
《新参者 LIVE at THEATER MILANO-Za》是於2023年11月3日至12月3日，在東急歌舞伎町塔內舉行的活動「新參者」期間內，於該塔內的THEATER MILANO-Za舉行的付費音樂現場演出。這是THEATER MILANO-Za首次舉辦付費音樂現場演出。
乃木坂46的5期生、櫻坂46的3期生、以及日向坂46的4期生，將各自單獨舉辦10場演出。在每個團體的部分公演中，除了在109 Cinemas Premium Shinjuku進行現場直播外，乃木坂46的演出將透過7個直播平台進行直播，櫻坂46與日向坂46的演出則在9個直播平台上進行直播。此外，位於東急歌舞伎町塔內的HOTEL GROOVE SHINJUKU, A PARKROYAL Hotel還提供與演唱會門票相結合的住宿套票計劃。

#### 公演日程
乃木坂46、櫻坂46、日向坂46的演唱會日程如下：
- N －乃木坂46 5期生
- S －櫻坂46 3期生
- H －日向坂46 4期生

| 時間    | 年      | 2023 | 2023 | 2023 | 2023 | 2023 | 2023 | 2023 | 2023 | 2023 | 2023 | 2023 | 2023 | 2023 | 2023 | 2023 | 2023 | 2023 | 2023 | 2023 | 2023 |
| 時間    | 月      | 11   | 11   | 11   | 11   | 11   | 11   | 11   | 11   | 11   | 11   | 11   | 11   | 11   | 11   | 11   | 11   | 11   | 12   | 12   | 12   |
| 時間    | 日      | 3    | 4    | 6    | 8    | 9    | 11   | 12   | 14   | 16   | 18   | 21   | 23   | 25   | 26   | 27   | 29   | 30   | 1    | 2    | 3    |
| ------- | ------- | ---- | ---- | ---- | ---- | ---- | ---- | ---- | ---- | ---- | ---- | ---- | ---- | ---- | ---- | ---- | ---- | ---- | ---- | ---- | ---- |
| 13:00 - | 13:00 - | H    | H    |      |      |      | S    | S    |      |      | H    |      | N    | N    | N    |      |      |      |      | S    | N    |
| 18:00 - | 18:00 - | H    | H    |      |      |      | S    | S    |      |      | H    |      | N    | N    | N    |      |      |      |      | S    | N    |
| 18:30 - | 18:30 - |      |      | S    | S    | S    |      |      | H    | H    |      | N    |      |      |      | N    | H    | H    | S    |      |      |

## 音樂作品
| 團體名稱                              | 唱片出道作品      | 日本國內發售日 | 备注    |
| ------------------------------------- | ----------------- | -------------- | ------- |
| 乃木坂46                              | 窗簾圍繞 （ぐるぐるカーテン）     | 2012年2月22日  | [ 146 ] |
| 櫸坂46                                | 沉默的多數 （サイレントマジョリティー）   | 2016年4月6日   | [ 147 ] |
| 平假名櫸坂46                          | 起跑的瞬間 （走り出す瞬間）   | 2018年6月20日  | [ 148 ] |
| 吉本坂46                              | 讓我淚流滿面 （泣かせてくれよ） | 2018年12月26日 | [ 149 ] |
| 日向坂46 （自平假名櫸坂46改名獨立後） | 心動了 （キュン）       | 2019年3月27日  | [ 150 ] |
| 櫻坂46 （自櫸坂46改名後）             | Nobody's fault    | 2020年12月9日  | [ 151 ] |

## 外部鏈結
- 乃木坂46官方網站 （页面存档备份，存于）（日語）
- 櫸坂46官方網站 （页面存档备份，存于）（日語）
- 櫻坂46官方網站（页面存档备份，存于）（日語）
- 吉本坂46官方網站 （页面存档备份，存于）（日語）
- 日向坂46官方網站（页面存档备份，存于）（日語）
- 坂道研修生官方網站（页面存档备份，存于）（日語）
  - 坂道研修生 公式Twitter的X（前Twitter）（2019年9月13日 - ）（日語）
- 乃木坂46 × SHOWROOM （页面存档备份，存于）（日語）
- 櫻坂46 × SHOWROOM （页面存档备份，存于）（日語）
- 日向坂46 × SHOWROOM （页面存档备份，存于）（日語）
- 吉本坂46 × SHOWROOM （页面存档备份，存于）（日語）

- 新参者 in TOKYU KABUKICHO TOWER （页面存档备份，存于）（日語）